# Fly or Die Live
Fly or Die Live (Eigenschreibweise FLY or DIE LIVE) ist ein Jazzalbum von Jaimie Branch. Die am 24. Januar 2020 im Veranstaltungsort Moods in Zürich entstandenen Aufnahmen erschienen am 21. Mai 2021 als Doppel-LP in limitierter Auflage sowie als Download auf International Anthem. Es war das letzte Album der Trompeterin unter eigenem Namen; Jaimie Branch starb im August 2022 im Alter von 39 Jahren.

## Hintergrund
Fly or Die Live ist das dritte Album der Trompeterin Jaimie Branch, nach ihrem Debütalbum Fly or Die von 2017 und dem Folgealbum Fly or Die II: Bird Dogs of Paradise von 2019. Das Livealbum enthält Material, das während einer Europatournee ihres Quartetts im Januar 2020 bei einem Konzert in Zürich aufgenommen wurde. In ihrer Band spielten Lester St. Louis (Cello), Jason Ajemian (Bass) und Chad Taylor am Schlagzeug.

## Titelliste
- Jamie Branch Fly Or Die Live (International Anthem)

1. Birds 0f Paradise 6:06
2. Prayer For Amerikkka Pt.1 & 2 14:14
3. Lesterlude 2:43
4. Twenty Three N Me, Jupiter Redux 3:16
5. Reflections on a Broken Sea 2:14
6. Whales 1:00
7. Theme 001 4:41
8. …Meanwhile 1:56
9. Theme 002 4:16
10. Sun Times 1:46
11. Leaves of Glass 6:31
12. The Storm 2:52
13. Waltzer 5:54
14. Slip Tider 2:42
15. Simple Silver Surfer 4:49
16. Bird Dogs of Paradise 3:12
17. Nuevo Roquero Estéreo 7:58
18. Love Song 7:35
19. Theme Nothing 6:57

Alle Kompositionen stammen von Jaimie Branch.

## Rezeption

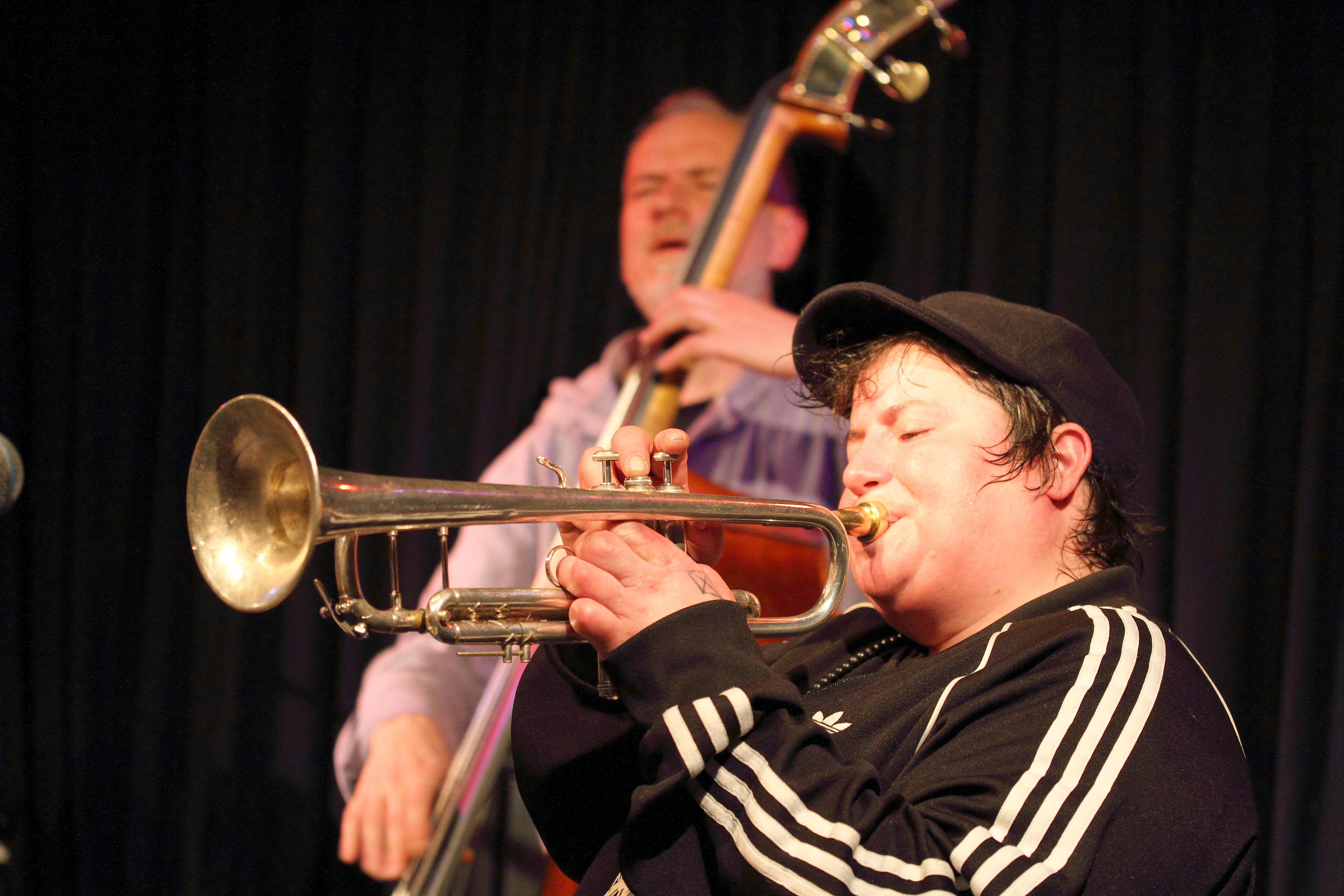
Jaimie Branch bei einem Auftritt mit Mars Williams’ Bandprojekt An Ayler Christmas im club W71 in Weikersheim 2018. Im Hintergrund Bassist Mark Tokar.

Phil Freeman schrieb in Stereogum, Fly or Die von Jaimie Branch sei eine der aufregendsten Bands überhaupt. Ihre beiden bisherigen Alben seien brillante moderne Aktualisierungen des Free Jazz der 1960er- und des Loft-Jazz der 1970er-Jahre mit modernen Produktionstechniken und einem politischen Radikalismus, insbesondere auf der zweiten CD, der auf Charles Mingus zurückgeht, wenn nicht früher. Auf Fly or Die Live werde ihre Live-Energie festgehalten, „Theme 001“, der Anfang von Fly Or Die (2017), zeige Chad Taylors schnellen, stotternden, aber äußerst präzisen Beat, gepaart mit Jason Ajemians tiefem, vollem Bass und verziert mit Lester St. Louis 'Cello, manchmal gezupft und dann plötzlich in Stakkato-Ausbrüchen, würden schon ein gutes Trio für sich bilden. Aber dann blase Branch glänzend chromatische Trompetenlinien mit wilder Intensität und Kraft.
Bill Meyer schrieb im Chicago Reader, dieses Doppel-Live-Album beweise, dass die Band einen Punkt erreicht habe, an dem sie nichts falsch machen konnte; selbst wenn ein Musiker eine Note verschwamm, würde ein anderer daraus eine großartige neue Idee machen. Schlagzeuger Chad Taylor, der einen endlos variablen Strom lebensspendender Grooves aufrechterhalte, Cellist Lester St. Louis und Kontrabassist Jason Ajemian, die beide aufregende Soli spielen, kommen auch zusammen, um einen gemeinsamen Organismus zu bilden, der in der Lage sei, bluesiges Geklimper, bogenförmige Linien und komplizierte Rhythmen zu jonglieren. Branchs Geplänkel werde genug aufgeladen; und das Schweizer Publikum juble ihr zu, als sie während des „Prayer for Amerikkka“ Faschismus, Rassismus, Apathie und geschlossene Grenzen auf der ganzen Welt geißelt.
Obgleich Live-Platten oft nur eine Notlösung seien, stellt Levi Sorglos im Jazz Podium fest, dass es hier anders sein könnte: Erst auf der Bühne würden Leaderin und Band mit ihrer aufmüpfigen Attitüde zum Ereignis. Allerdings fehlte dem Quartett nicht nur auf der zweiten Studioproduktion, sondern auch auf der Promotour dazu dramaturgisches Gespür. Trotz allem festige das Live-Album „den sehr guten Ruf, den sich Branch inzwischen erworben hat.“ Ausdrücklich lobt er den Sound, der Branchs „leicht anarcho-chaotische Schwankungen“ glücklicherweise strukturieren könne: „Immer fühlt man sich an der Bühnenrampe und tief tangiert.“
Auch Wolf Kampmann ist in seiner Besprechung für Jazz thing der Ansicht, Branch habe sich nach zwei Studioalben mit ihrer Band Fly or Die „auf ihre größte Stärke, das Live-Spiel,“ besonnen: Sie lehne sich dabei „weit aus den Fenstern von traditionellem Jazz, Ambient Music, Märschen, afrikanischer Musik, Hip-Hop und freier Improvisation hinaus und sucht gar nicht erst nach dem kleinsten gemeinsamen Nenner zwischen diesen Idiomen. Die Welt ist voller Brüche, und so ist auch ihre Musik.“ Dabei fordere sie einmal mehr den Jazzkanon heraus. Intonation und Erwartungen seien ihr schnuppe; in erster Linie gehe es ihr um Haltung; ihre Attitüde dabei habe letztlich „mehr mit Punk als mit Jazz zu tun“.
Hingegen meinte Ulrich Stock in Die Zeit, das Etikett Punk-Jazz sei ihr fälschlicherweise verliehen worden: „Nirgends werden Ausbrüche aus dem Vertrauten so rasch und grob etikettiert wie im Jazz, der doch auf seine Freiheit eigentlich so stolz ist.“ Richtig sei, dass Branch „Punk nicht als Ästhetik oder Pose“ pflege, sondern als Haltung; früher sei sie einmal nach eigenem Bekunden Punkrockerin gewesen. Tatsächlich würde sich Branch mit ihrer Band auf dem Album jedoch viel Zeit nehmen. Es beginne mit einem langen Intro auf der Mbira. Es dauere Minuten, bis sich Branch dazugeselle und „ein wortreiches Prayer for Amerikkka“ spiele. Auf dem Album gehe ein Stück ins nächste über, anderthalb Stunden in einem, ohne Pausen. Der Mitschnitt dieses Konzerts aus Zürich habe sie selbst nach einer (leichten) COVID-19-Erkrankung wieder aufgerichtet. Die Musikerin kenne sich mit Kämpfen und Standhalten als ehemalige Junkie aus; deswegen heiße die Band auch Fly or Die: „Wenn du nicht fliegst, was machst du? Du kannst aufsteigen oder zugrunde gehen. Ich habe viel Zeit mit Zugrundegehen verbracht, jetzt versuche ich zu fliegen.“